# Bert-Brecht-Gymnasium (Dortmund)
Das Bert-Brecht-Gymnasium (BBG) ist eine weiterführende Schule im Dortmunder Stadtteil Kirchlinde (Stadtbezirk Huckarde). Es liegt zusammen mit der Droste-Hülshoff-Realschule und der Westricher Grundschule im Schulzentrum Kirchlinde. Die meisten Schüler des BBG wohnen in den Stadtbezirken Lütgendortmund, Kirchlinde und Huckarde.
Einige Schüler stammen aber auch aus dem Bezirk Bodelschwingh und aus der Nachbarstadt Castrop-Rauxel. Etwa 80 Lehrer und 10 Referendare unterrichten hier knapp 1000 Schüler.
Im Amt der Schulleitung ist seit dem Schuljahr 2017/18 Sabine Schmidt-Strehlau. Ihr Stellvertreter ist Tim Schulte-Ortbeck, der ebenfalls seit diesem Schuljahr das Amt bekleidet.

## Historie

Die „temporäre“ Pavillonlösung

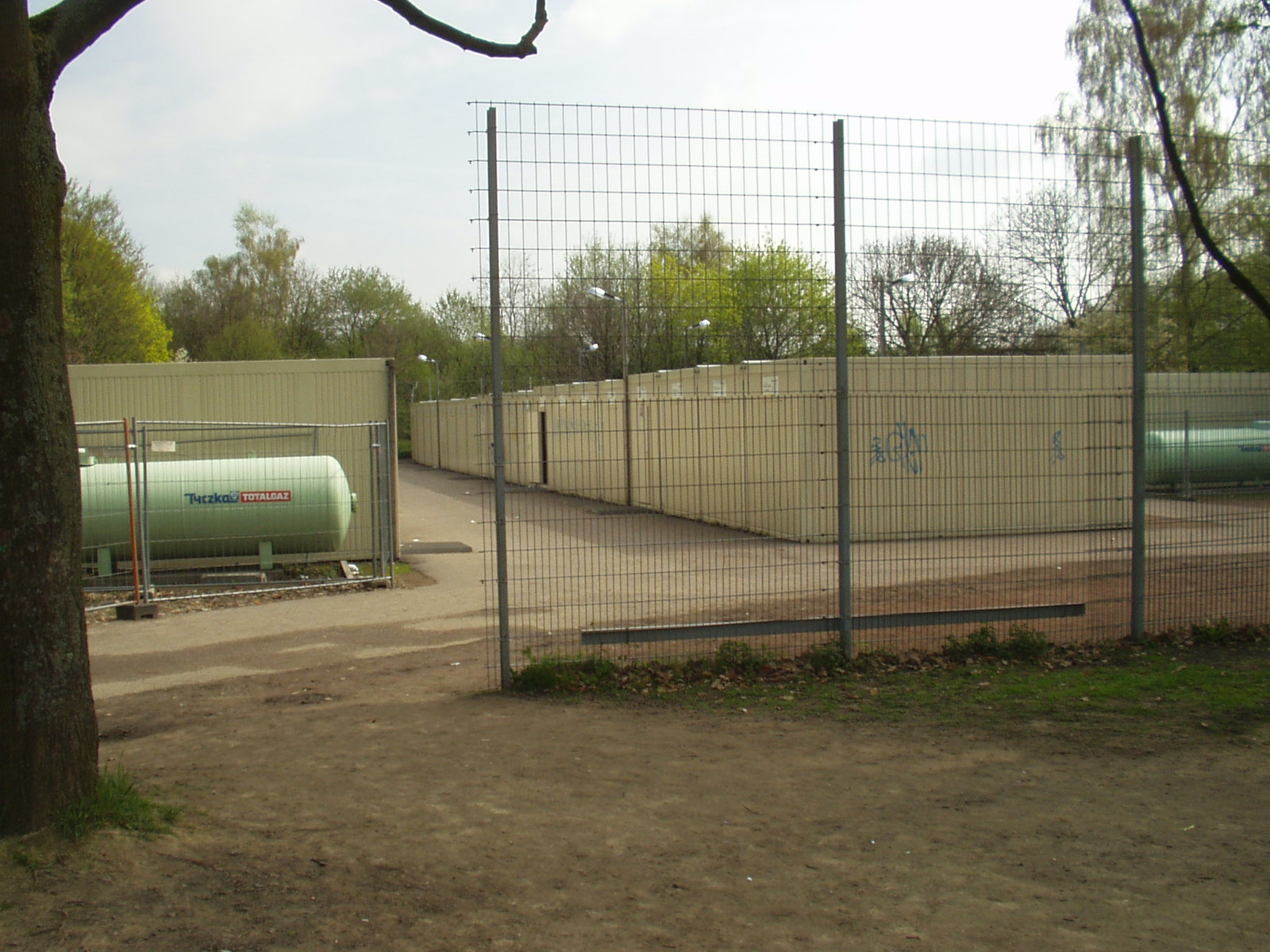
Das „Containerdorf“

Das Gymnasium Kirchlinde an der Hangeneystraße wurde 1969 auf dem Gelände der Hangeneygrundschule erbaut. Als Schulgebäude diente eine temporäre Pavillonlösung. 1975 erfolgte der Umzug in das neue Schulzentrum Kirchlinde. Die Umbenennung in Bert-Brecht-Gymnasium geschah im Jahr 1979. Es war die erste Schule in der Bundesrepublik, die diesen Namen trug.
1999 wurde ein Erweiterungsbau mit Naturwissenschaftsräumen im Obergeschoss und 10 Klassenzimmern im Erdgeschoss eingeweiht.
Im Herbst 2005 wurde mit einer PCB-Sanierung begonnen, im Laufe derer das BBG in Container ziehen musste. Erst im Februar 2007 konnte in das kernsanierte Gebäude im Schulzentrum zurückgezogen werden, wo jetzt neue Fachräume und eine voll vernetzte Schule einen zeitgemäßen Unterricht ermöglichen. Nach Protesten der Schüler seit Ende 2007 und der anschließenden Schließung und dem Abriss des 30 Jahre alten Pavillons im März 2009 fehlten rund 10 Räume für den Unterricht der Oberstufe. Als Ersatz dienten zunächst vier Container auf einem der drei Sportplätze und drei Räume in der benachbarten Hauptschule.
Seit 2015 nutzen das Gymnasium und die benachbarte Droste-Hülshoff-Realschule das Gebäude der ehemaligen Hauptschule, sodass genügend Räume für den Unterricht und eine zweite Aula zur Verfügung stehen. Dieser Gebäudeteil wird Oberstufenzentrum (OSZ) genannt, da hier vorrangig der Unterricht der Oberstufe stattfindet.

## Einrichtungen
- Die Cafeteria, die in Anlehnung an das gebotene Sortiment, das ausschließlich aus Bio-Produkten besteht, nach einer Schüleridee „Bioteria“ genannt wird
- Das Selbstlernzentrum, welches den Schülern der Sekundarstufe II Plätze für Arbeitsgruppen und PC-Arbeitsplätze bereitstellt und in dem die Hausaufgaben-Betreuung für Schüler der Sekundarstufe I stattfindet
- Schülerbücherei
- Schülervertretung
- große Turnhalle (Neubau 2015)
- neues Oberstufengebäude (Neubau 2023)

## AGs
- Schulorchester
- Big-Band
- Percussion-AG
- Gitarren-AG
- Unterstufenchor
- Mittelstufenchor
- Bands, eine Schüler-Band und eine Lehrer-Band (Sharkheads)
- Schülermagazin Bertis Break (seit 2015)[3]
- Theater-AG
- Medienscouts
- Schulsanitäter
- DELF-AG (Vorbereitung auf das französische Sprachdiplom)
- Italienisch-AG (Italienisch-Zertifikat: Ele.It)
- Englisch-AG (Englisch-Zertifikat: Cambridge)
- Physik-AG
- Anti-Rassismus-AG
- Informatik: Raspberry Pi – AG
- Rechtskunde-AG

Durch den besonderen Einsatz von Medien und die Gestaltung von Onlineprojekten hat das BBG mehrfach Preise erhalten. Die so erarbeiteten Geldmittel wurden in den weiteren Ausbau der Medienlandschaft investiert.
Der größte Teil der vorhandenen Medien wurde mit Geldmitteln des Fördervereins angeschafft.

## Schulpartnerschaften
Das BBG unterhielt Partnerschaften zu unterschiedlichen Schulen innerhalb und außerhalb Europas. Mit der Coronapandemie sind die Kontakte ausgelaufen.
Insbesondere mit zwei Partnerschulen wurde vor 2020 ein reger Austausch betrieben:
- die Shai Agnon High School in Netanja, Israel
- die Základní škola in Sezimovo Ústí, Tschechien

Schüleraustausch findet immer wieder statt. Insbesondere wird den Schülern in den Sommerferien ein Austausch mit Kanada ermöglicht. Viele Schüle nutzen in der Folge die Gelegenheit, ein Schulhalbjahr der Oberstufe (i. d. R. 11. Klasse) in Kanada zu verbringen.

## Klassen- und Kursfahrten
Neben den für die Erprobungs- und Mittelstufe halbjährlich stattfindenden Wandertagen, gibt es vier mehrtägige Wander- und Studienfahrten. Am Ende der Jahrgangsstufe 5 findet eine zwei- bis dreitägige Abschlussfahrt statt. In der Jahrgangsstufe 7 fahren die Schüler zum Skifahren seit 2011 auf das Jochgrimm in der italienischen Provinz Südtirol, früheres Reiseziel war das tschechische Mittelgebirge, am Fuße der Schneekoppe Pec pod Sněžkou.
Die 9. Klassen fahren nach Großbritannien, wo sie zum Beispiel in Eastbourne (Südengland) in Gastfamilien oder in Hostels untergebracht sind. Die Jahrgangsstufe 13 (Q2) fährt zu europaweiten Zielen, die mit den Leistungskurs-Inhalten in Zusammenhang stehen.

## Naturwissenschaften
Am BBG werden die Naturwissenschaften Physik, Chemie, Biologie und Informatik unterrichtet.
Der Fachbereich Physik verfügt über:
- Michelson-Interferometer (Widerlegung der Ätherhypothese)
- Röntgengerät mit Goniometer (Atom- und Kristallgitterbau)
- Cassy-Lab (Universal-Computer-Messschnittstelle mit Messmodulen für zahlreiche Versuche)
- Franck-Hertz-Versuch mit Helium (Cassy-Modul)
- Wetterstation (Funksystem, in Betrieb seit November 2005)

Der Fachbereich Chemie verfügt über:
- Gaschromatograph (funktionstüchtiges Prinzipmodell)
- Brennstoffzelle
- PEM-Elektrolyseur
- Cassy-Lab
- Hochpräzise Waagen
- Refraktometer zur Bestimmung des Brechungsindex bestimmter Stoffgemische

## Bekannte ehemalige Schülerinnen und Schüler
- Paris Brunner (* 2006), Fußballspieler bei Borussia Dortmund und U-17-Weltmeister 2023
- Anna Engelke (* 1969), dt. Rundfunkjournalistin (Sprecherin des Bundespräsidenten Frank-Walter Steinmeier)[4]
- Marc Heitmeier (* 1985), Fußballspieler bei FSV Frankfurt
- Wolfram Kawohl (* 1971), deutsch-schweizerischer Arzt
- Mario Pak, Violinist und Fotograf[5]
- Lars Rensmann (* 1970), Politikwissenschaftler
- Stefanie Schardien (* 1976), Theologin
- Lisa Schreer (* 1996), Spitzensportlerin und Weltmeisterin im Senior Solo Show Dance[6]
- Lutz Schumacher (* 1968), Verlagsgeschäftsführer und Autor
- Jörg Thadeusz (* 1968), Reporter beim NDR-Fernsehen
- Michael Reh (* 1962), renommierter Fotograf und Buchautor[7][8] (u. a. für Cosmopolitain, Grazia, Elle, Petra, ARMANI, Daylong, Douglas, Madonna, GNTM)